# Idaea rubridentata
Idaea rubridentata là một loài bướm đêm trong họ Geometridae.